# Latirostrum japonicum
Latirostrum japonicum är en fjärilsart som beskrevs av Miyake 1909. Latirostrum japonicum ingår i släktet Latirostrum och familjen nattflyn. Inga underarter finns listade i Catalogue of Life.